# Гуадалікс-де-ла-Сьєрра
Гуадалікс-де-ла-Сьєрра (ісп. Guadalix de la Sierra) — муніципалітет в Іспанії, у складі автономної спільноти Мадрид. Населення — 5877 осіб (2010).
Муніципалітет розташований на відстані близько 41 км на північ від Мадрида.
На території муніципалітету розташовані такі населені пункти: (дані про населення за 2010 рік)
- Гуадалікс-де-ла-Сьєрра: 5877 осіб
- Сьєрра-Лагос: 0 осіб

## Демографія
Динаміка населення (INE ):

## Галерея зображень

Розташування муніципалітету у автономній спільноті Мадрид
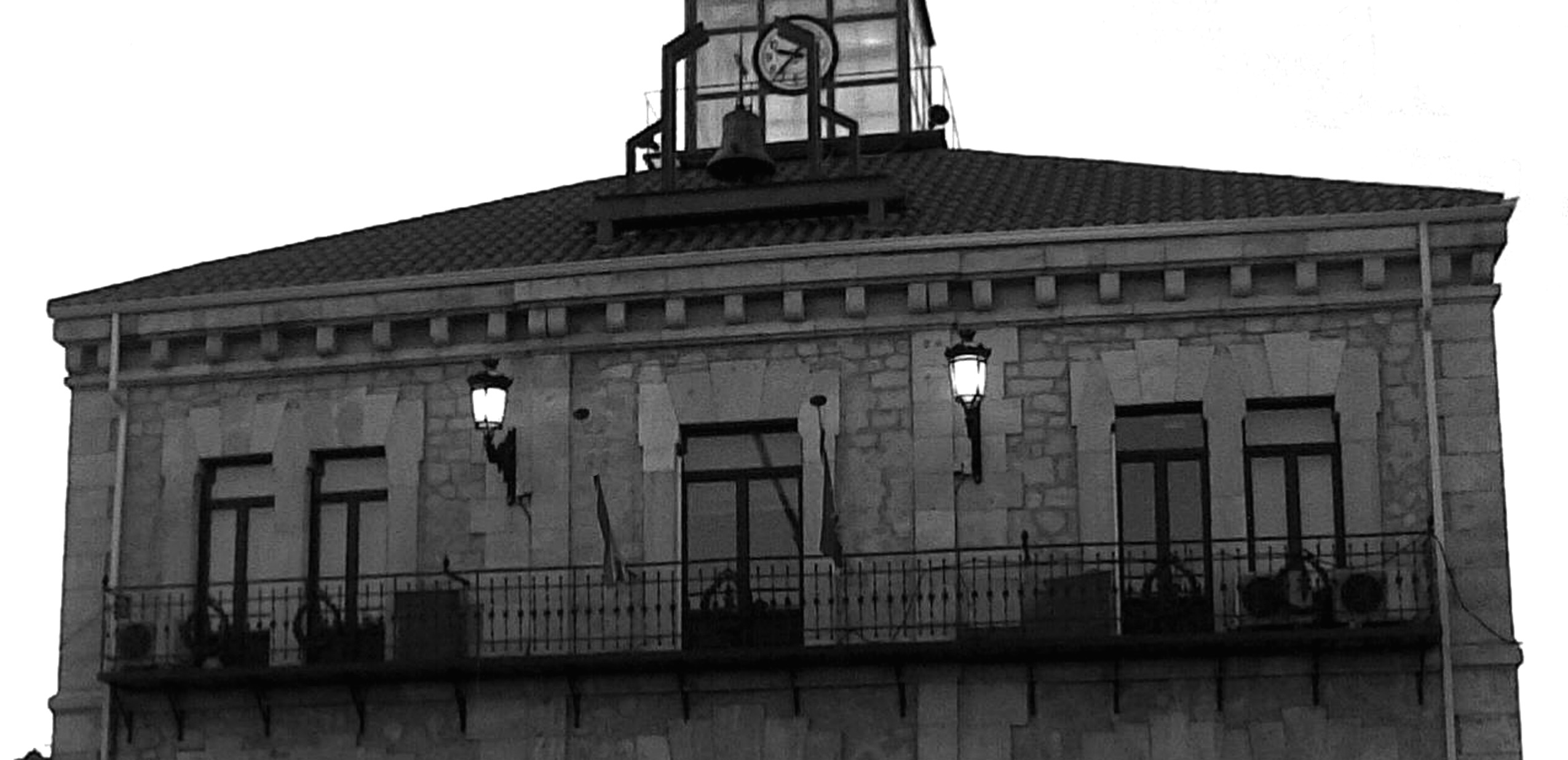
Муніципальна рада
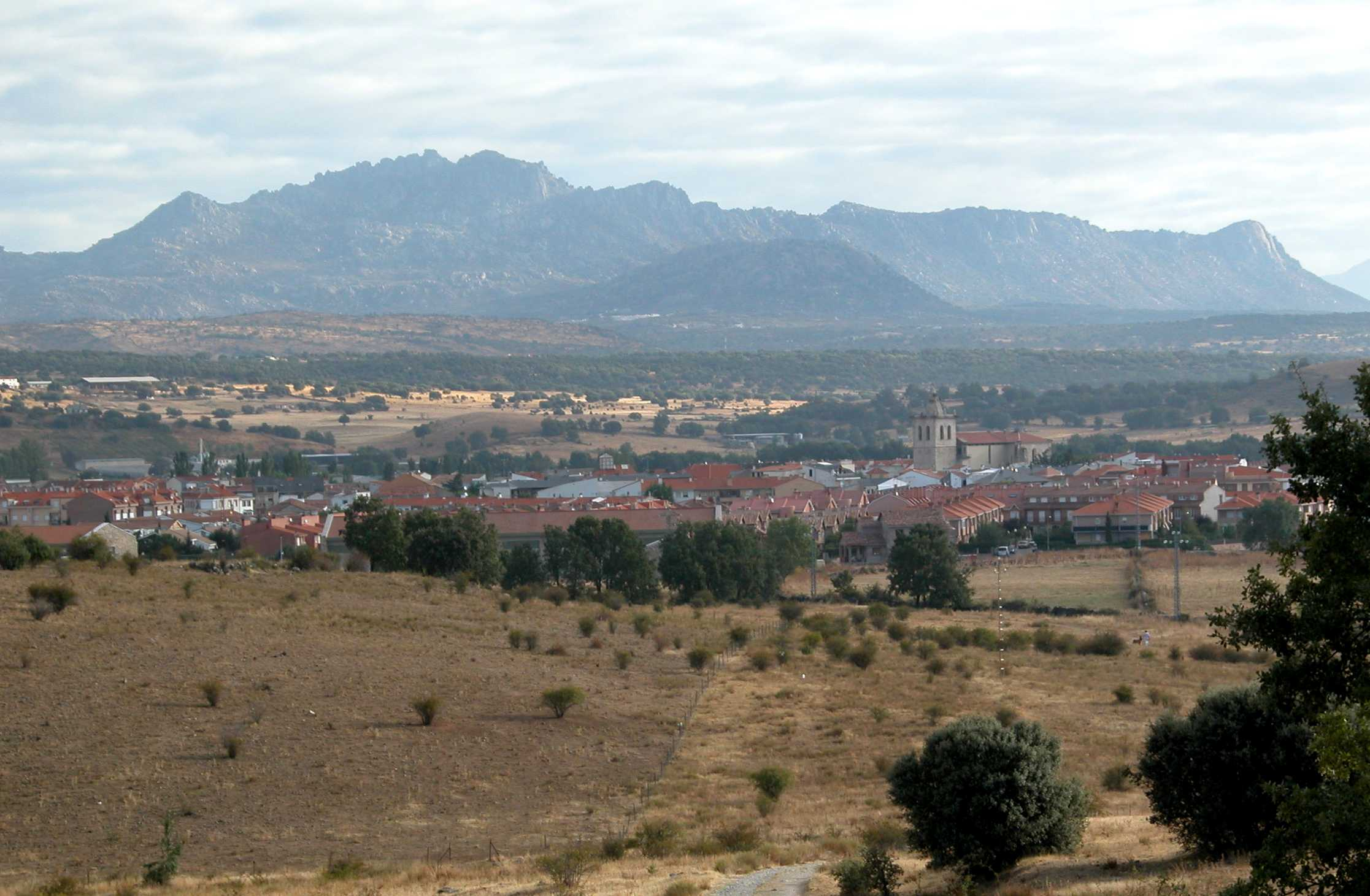
Гуадалікс-де-ла-Сьєрра